# Cheimas opalinus
Cheimas es un género monobásico de mariposas de la familia Nymphalidae.

## Descripción
Especie tipo por designación original es Oxeoschistus opalinus Staudinger, 1897. Actualmente la única especie reconocida, endémica de la Cordillera de Mérida en Venezuela.